# 石薬師宿

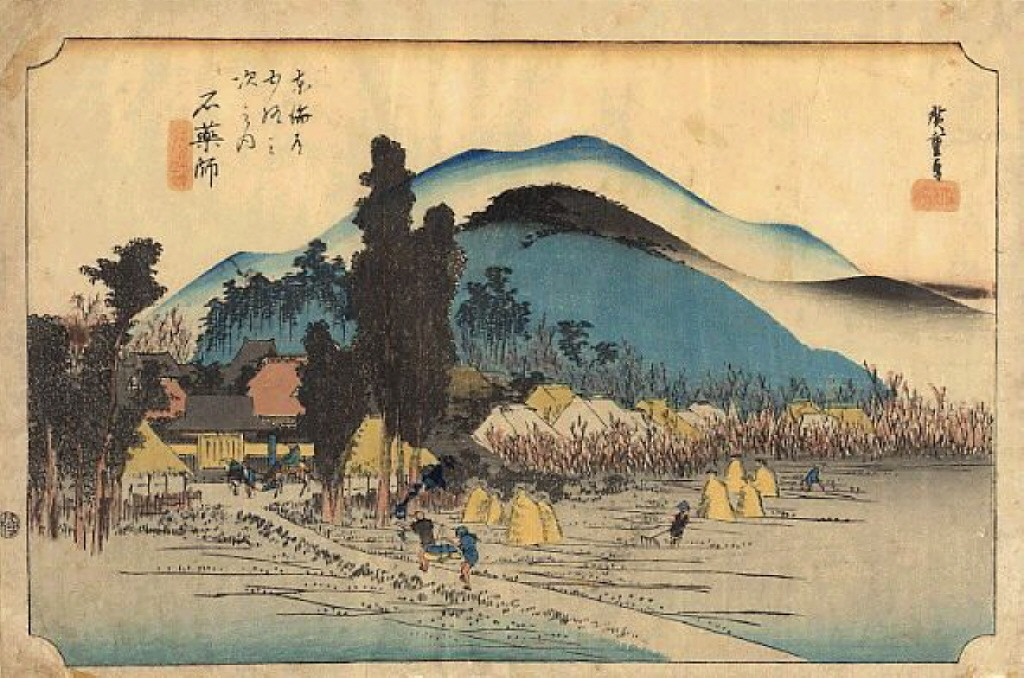
歌川広重「東海道五十三次・石薬師」

石薬師宿（いしやくししゅく、いしやくしじゅく）は、東海道五十三次の44番目の宿場である。現在は三重県鈴鹿市。
1616年（元和2年）に宿場となった。

## 最寄り駅
- 近鉄鈴鹿線 平田町駅もしくは四日市あすなろう鉄道内部線 内部駅からバス。

## 史跡・みどころ
- 小沢本陣跡
- 佐佐木信綱資料館
  - 著作集や書簡など、ゆかりの品を展示。入館無料。隣接して、佐佐木信綱の生家がある。

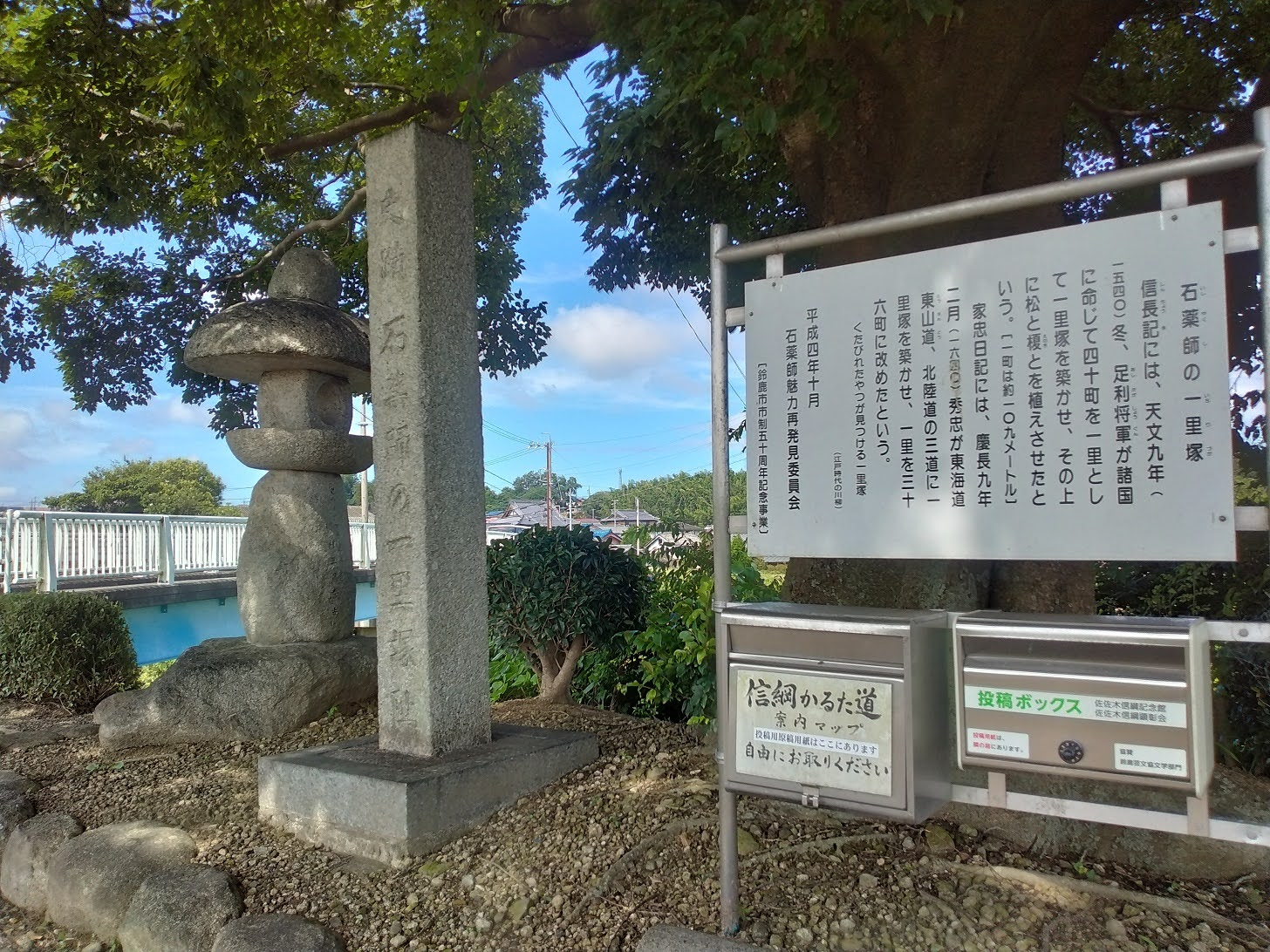
石薬師の一里塚跡

- 石薬師寺
- 石薬師の蒲桜
- 御曹司社

庄野宿までの史跡・みどころ
- 石薬師の一里塚跡

## ゆかりの人々
- 佐佐木信綱 - 1872年（明治5年）、石薬師宿に生まれた歌人・歌学者。唱歌「夏は来ぬ」の作詞者。

## 隣の宿
東海道
四日市宿 - 石薬師宿 - 庄野宿